# Carol Danell
Carol Danell (Buffalo, ...) è una cantante, compositrice, paroliera e attrice statunitense che è stata attiva prevalentemente negli anni 1960 in Italia.

## Biografia
Personaggio poliedrico nel panorama musicale e cinematografico italiano, è ricordata per alcune collaborazioni di rilievo fra cui quella con i maestri Armando Trovajoli (Kiss Me, Kiss Me) e Piero Piccioni (Te Quiero).
Autrice di canzoni per film western, al cinema ha collaborato oltre che a western anche a musicarelli (ad esempio, Roulotte e roulette, dove cantava Just in Case in coppia con Joe Sentieri) e film di spionaggio, ed è apparsa nei panni di sé stessa in Tentazioni proibite, film-documentario del 1963. Autrice per i testi di alcune canzoni per il film I magliari (1959). Passò come una "meteora" nel mondo dello spettacolo.

## Programmi radiofonici Rai
- Un'americana a Roma, varietà musicale con Carol Danell e il complesso di Piero Umiliani trasmesso il 4 febbraio 1958
- Una tromba tutta in jazz, con Nunzio Rotondo, Carol Danell e la Roman Choral Jazz Band, 15 febbraio 1960.

## Varietà televisivi Rai
- Settenote, Gli allegri anni del 900', canzoni e romanze americane dell'ultimo '800, cantate da Carol Danell, regia di Carla Ragionieri, trasmesso il 5 marzo 1957
- Parole e musica, Buongiorno America, varietà presentato da Achille Millo e Giulia Lazzarini, con Carol Danell, Paul Harris. regia di Marcella Curti Gialdino, trasmesso 13 ottobre 1963

## Prosa televisiva Rai
- L'impareggiabile Arturo, di Corbucci e Grimaldi, regia di Romolo Siena, trasmessa il 10 settembre 1961

## Discografia
Discografia per la Fonit Cetra:
- SP 30570 - 1959 - Da te era bello restar / Arcobaleno
- SP 30668 - 1959 - Vivrò per sognar / Sempre sì, sì sì

### Collaborazioni
- Carol Danell with Piero Umiliani e la sua orchestra, RCA Italiana - A72V 0187 45 giri, inciso live a Roma, l'11 ottobre 1957 (con Piero Umiliani, Franco Pisano, Berto Pisano, Gilberto Cuppini): The Lady Is a Tramp / You Go To My Head / All Of Me / Moonglow
- Mike's Magic Glasses - Columbia Records (disco per ragazzi)
- Un pugno di... West (LP, A Gringo Like Me, RCA Italiana PML 10402, 1965)
- Sharaz / Ragan (colonna sonora, CD GDM Music, 2008)
- Il figlio di Django (colonna sonora, CD, They Called Him Django, GDM Music, 2009)
- Brani per The Haunted House And Other Spooky Poems And Tales - Scholastic Records	[4]
- I magliari, testi di canzoni con musiche di Piero Piccioni (1959)